# Abrotanella
Genre
Classification APG III (2009)
Abrotanella est un genre végétal de la famille des Asteraceae.

## Liste d'espèces
- Abrotanella caespitosa
- Abrotanella diemii
- Abrotanella emarginata
- Abrotanella fertilis
- Abrotanella filiformis
- Abrotanella forsteroides
- Abrotanella inconspicua
- Abrotanella linearifolia
- Abrotanella linearis
- Abrotanella muscosa
- Abrotanella nivigena
- Abrotanella papuana
- Abrotanella patearoa
- Abrotanella purpurea
- Abrotanella pusilla
- Abrotanella rostrata
- Abrotanella rosulata
- Abrotanella scapigera
- Abrotanella spathulata
- Abrotanella submarginata
- Abrotanella trichoachaenia
- Abrotanella trilobata